# Luftseilbahn Adliswil–Felsenegg
| |          |                |             |
| Logo Luftseilbahn Adliswil–Felsenegg                                                                                             |          |                |             |
| Streckenlänge: | 1,048 km |                |             |
| Maximale Neigung: | 341 ‰    |                |             |
| |          |                |             |
| Adliswil–Felsenegg |          |                |             |
| \| \| 0,0 \| Talstation \| 497 m ü. M. \| \| \| 0,3 \| Zwischenstütze \| 609 m ü. M. \| \| \| 1,3 \| Felsenegg \| 804 m ü. M. \| |          |                |             |
| Kopfbahnhof Streckenanfang | 0,0      | Talstation     | 497 m ü. M. |
| Brücke | 0,3      | Zwischenstütze | 609 m ü. M. |
| Kopfbahnhof Streckenende | 1,3      | Felsenegg      | 804 m ü. M. |

Die Luftseilbahn Adliswil Felsenegg LAF AG – üblicherweise LAF oder Felseneggbahn genannt – ist die einzige öffentliche Luftseilbahn im Kanton Zürich. Betreiberin ist die Sihltal Zürich Uetliberg Bahn SZU AG.
Bis auf wenige Ausnahmen ist die Luftseilbahn ganzjährig und bis in die späten Abendstunden in Betrieb. 

## Geschichte

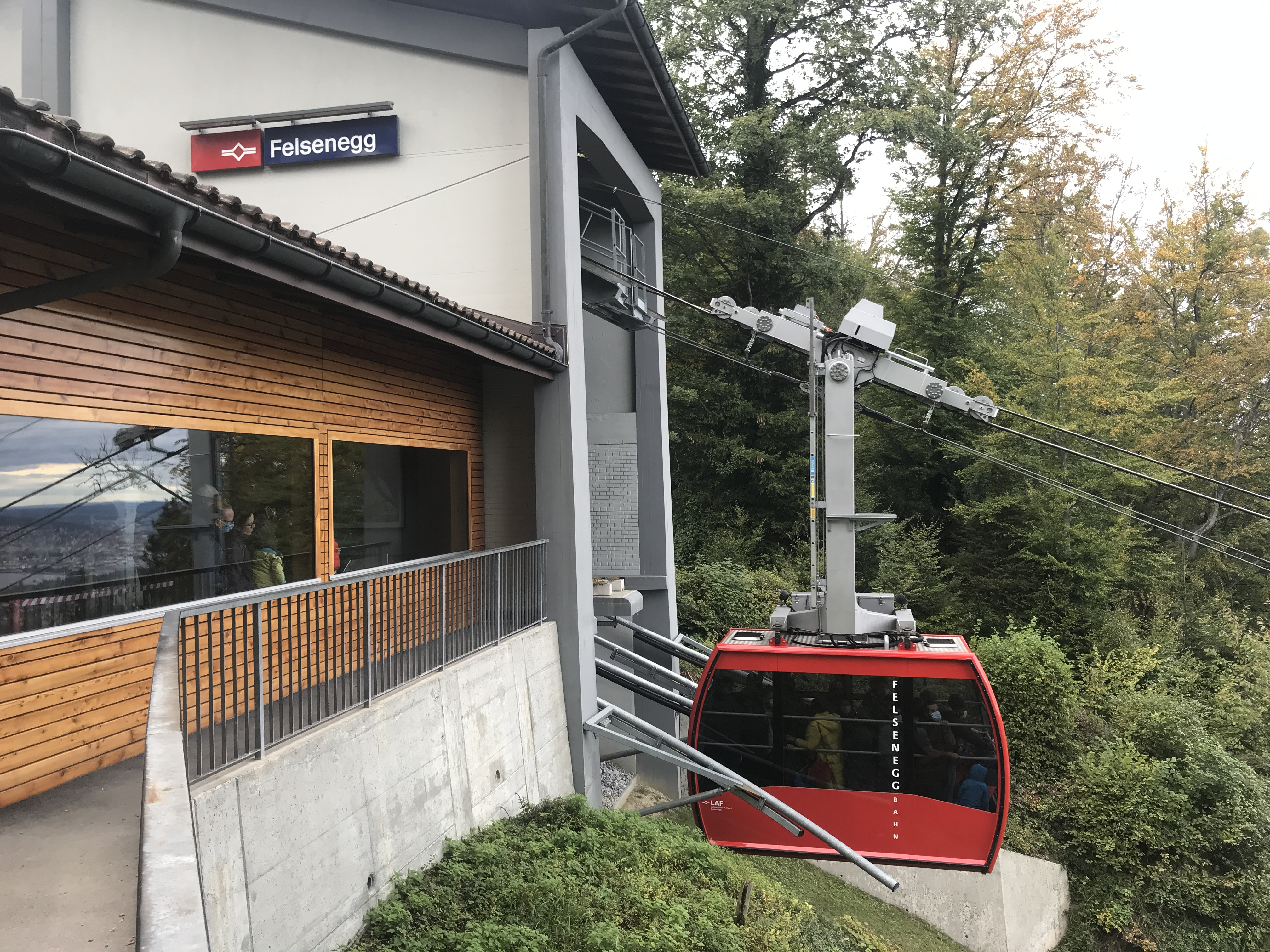
Neue Bergstation

Bereits 1934 wurde der Projektentwurf für eine Standseilbahn Adliswil–Felsenegg zur besseren touristischen Erschliessung des Albisgebiets in Auftrag gegeben, in Konkurrenz zur gleichzeitig geplanten «Albisbahn» Langnau–Albispass. Beide Projekte wurden mangels finanzieller Mittel nicht realisiert, obwohl die «Albisbahn» im Gegensatz zur «Felseneggbahn» von den Bundesbehörden eine Baukonzession erhielt. Die Postauto-Linie 240 auf der Strecke Langnau–Albispass–Hausen am Albis erschloss mehr als 20 Jahre später diese Lücke im öffentlichen Verkehrsnetz.
Am 30. Dezember 1954 wurde die Betriebseröffnung der LAF nach rund sieben Monaten Bauzeit und Kosten von damals einer Million Schweizer Franken durch die Berner Firma Von Roll gefeiert, nachdem sich ab 1951 die Finanzierung mit der Gründung einer Aktiengesellschaft als weitgehend gesichert abzeichnete. Es wurden die Kabinen der Landi-Schwebebahn von 1939 über den Zürichsee weiterverwendet. 24 Personen hatten in jeder von ihnen Platz. Die Bergfahrt kostete damals CHF 1.50, die Talfahrt CHF 1.– und das Retour-Billett CHF 2.–. Sechs Jahre später transportierte die LAF ihren millionsten Fahrgast.
Seit der Streckeneröffnung im Jahre 1954 überwindet die Luftseilbahn zwischen Adliswil und der Felsenegg auf einer Fahrstrecke von 1048 Metern in fünf Minuten einen Höhenunterschied von 307 Metern. In einer Stunde können bis 840 Personen in Tal- und Bergrichtung befördert werden; seit 1954 waren es insgesamt rund 11 Mio. Passagiere. Die Felseneggbahn gehört zu den zahlreichen Verkehrsbetrieben, die sich im Eröffnungsjahr 1990 dem Zürcher Verkehrsverbund (ZVV) angeschlossen haben. Seit 1992 ist die gesamte Infrastruktur der LAF rollstuhlgängig.
1960 erfolgte die Inbetriebnahme von 30-plätzigen Kabinen der Firma SIG Neuhausen, unter Ersatz des Zug- und Gegenseiles. Der Umbau auf «Fernsteuerung von den Kabinen aus» (halbautomatischer Betrieb) wurde 1967 angegangen und 1986 umgesetzt. Der Kauf der Liegenschaft Felsenegg folgte 1972, und 1977 ging die Aktienmehrheit und die Liegenschaft an die Firma Denner.
Die Luftseilbahn feierte am 30. Dezember 2014 ihr 60-Jahr-Jubiläum. Dank den über das ganze Jahr verteilten Jubiläumsaktivitäten und trotz der siebenwöchigen Betriebseinstellung wegen der Laufwerkrevision im Frühjahr, konnte mit 221'095 Fahrgästen das viertbeste Resultat der Geschichte erzielt werden. Im Juni, August und November wurden gar die besten Ergebnisse seit der Inbetriebnahme im Jahre 1954 verzeichnet.
In den Jahren 2016 und 2017 wurden das Stationsgebäude in der Tal- sowie Bergstation saniert und aufgewertet.

## Generalüberholung anlässlich des 50-Jahr-Jubiläums

### Hintergründe

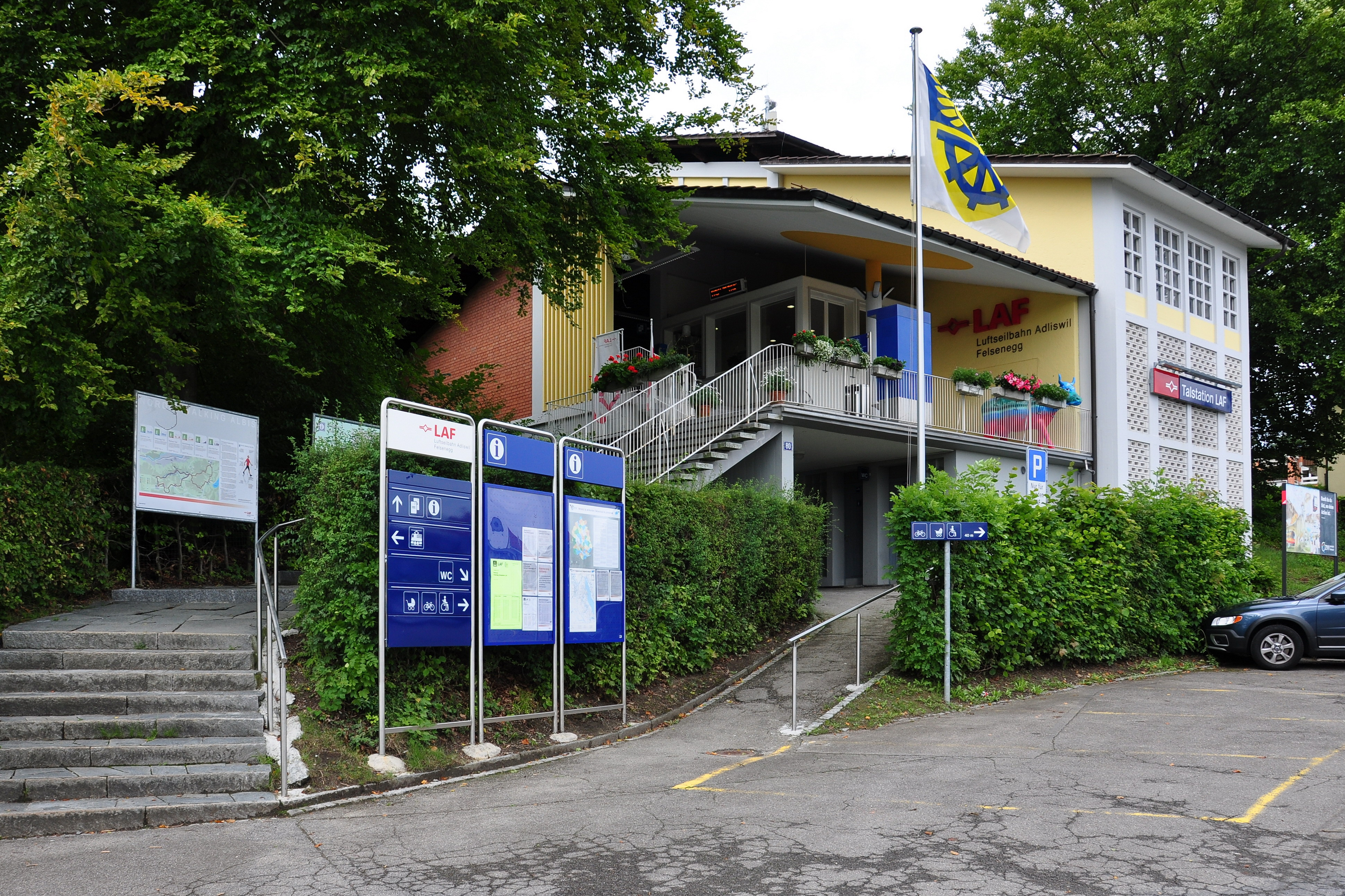
Alte Talstation

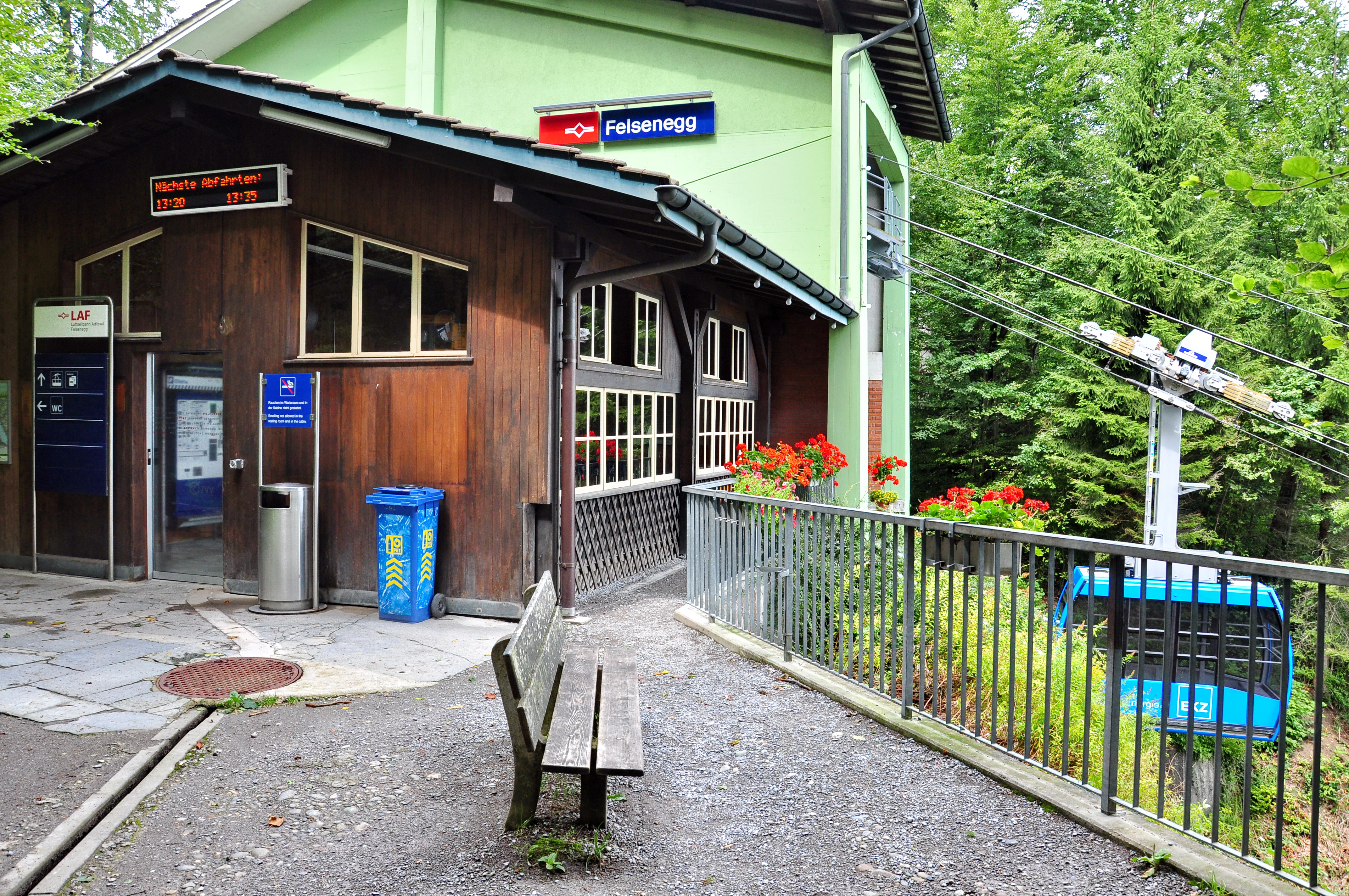
Alte Bergstation

«Wir wollen, dass unsere Luftseilbahn noch attraktiver wird», sagte der Adliswiler Stadtpräsident im Anschluss an die Generalversammlung 2005, nachdem sich das bis auf ein Mitglied völlig neu besetzte Gremium im Mai 2005 konstituiert hatte, und dass die «Luftseilbahn den Menschen im Sihltal zum Selbstverständnis» werde. Denn bislang fuhren fast ausschliesslich Touristen mit der Bahn.
Die Städte Adliswil und Zürich trugen je Fr. 300'000.00 der Sanierungskosten, gemäss öffentlichem Beschluss des Gemeinderats der Stadt Zürich «…der Luftseilbahn Adliswil–Felsenegg AG (LAF) wird ein einmaliger Investitionsbeitrag von Fr. 300 000.– für die technische Bahnerneuerung ausgerichtet. Diese Zusicherung steht unter dem Vorbehalt, dass die Finanzierung des Vorhabens gesamthaft zustande kommt…». Vom Zürcher Verkehrsverbund wurden 2 Mio. Franken an die Gesamtkosten von rund 3,5 Mio. Franken beigesteuert. Mit einem massiven Aufkommen an Spendengeldern wurde die Luftseilbahn mit Ablauf der Konzessionsbewilligung «in technischer Hinsicht saniert».

### Sanierungsarbeiten
Vom 4. Februar 2008 bis Ende April 2008 blieb die LAF für die aufwändige Generalüberholung geschlossen.
Rund 50 Handwerker und Seilbahnfachleute standen im Einsatz. Erneuert wurden:
- Kabinen mit Gehänge und Laufwerk
- Beide Tragseile inklusive Abspannseile
- Erhöhung des Stützenkopfs
- Tragseilauflagen und Endpuffer in den Stationen
- Steuerung und Sicherheitsüberwachung
- Zu- und Abgänge zu den Stationen
- Verglaste Perronabschrankungen mit automatischen Türen
- Videoüberwachungs- und Gegensprechanlage für Bergstation

Am 1. Mai 2008 nahm die Bahn ihren fahrplanmässigen Betrieb wieder auf. Am Wochenende vom 24./25. Mai 2008 wurde der Abschluss der Sanierungsarbeiten mit einem Publikumsfest in der Talstation Adliswil und mit einer «Älplerchilbi» auf der Felsenegg gefeiert.

## Massnahmen zur Steigerung der Attraktivität
Mit Unterstützung der Gemeinde Stallikon, der Stadt Adliswil und der Swiss Nordic Fitness Organisation (SNO) fand am 20. Juni 2010 die Eröffnung des Nordic Walking Parks statt. Ausgangs- und Endpunkt für alle Trails ist die Bergstation der Luftseilbahn. Um die Personenanzahl zu steigern, werden Gruppenangebote und ein jährlicher Erlebnistag auf der Felsenegg angeboten.

## Technische Daten

### Bahnprofil
- 1 Stütze, Höhe 40 m
- Grösste Höhe ab Boden 60 m
- Tragseile: Vollverschlossene Spiralseile, Durchmesser 39 mm
- Spannseile: Litzenspiralseile, Durchmesser 62 mm
- Zugseil: Litzenseil, Durchmesser 22 mm
- Gegenseil: Litzenseil, Durchmesser 23 mm

### Kabinen
- 2 im Pendelverkehr
- Platzzahl pro Kabine:30 Personen unbegleitet
- Leergewicht: 2'600 kg
- Beförderungskapazität: 420 Personen/h und Richtung
- Geschwindigkeit: 6 m/s oder 21,6 km/h[5]

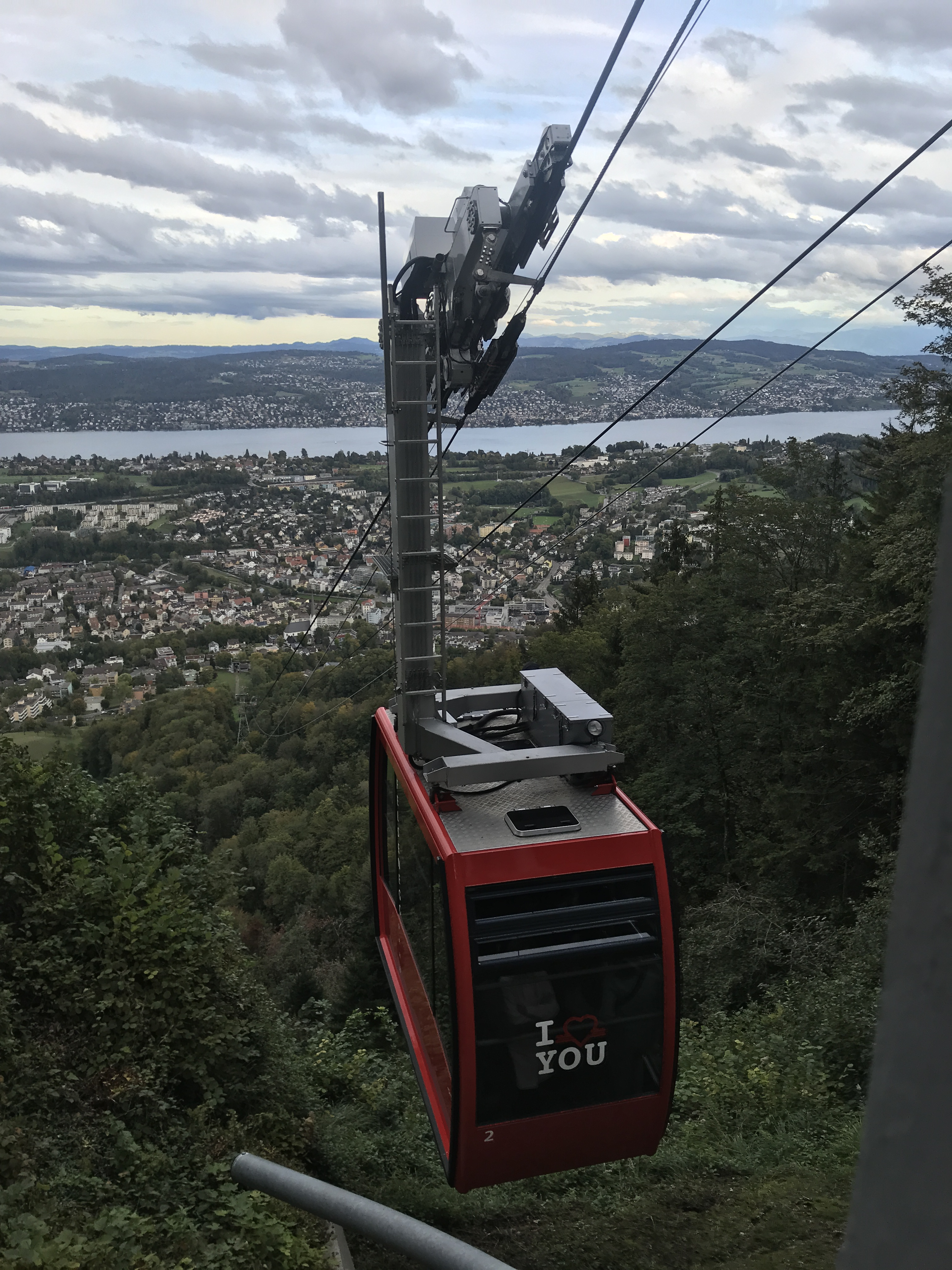
Kabine der LAF 2020
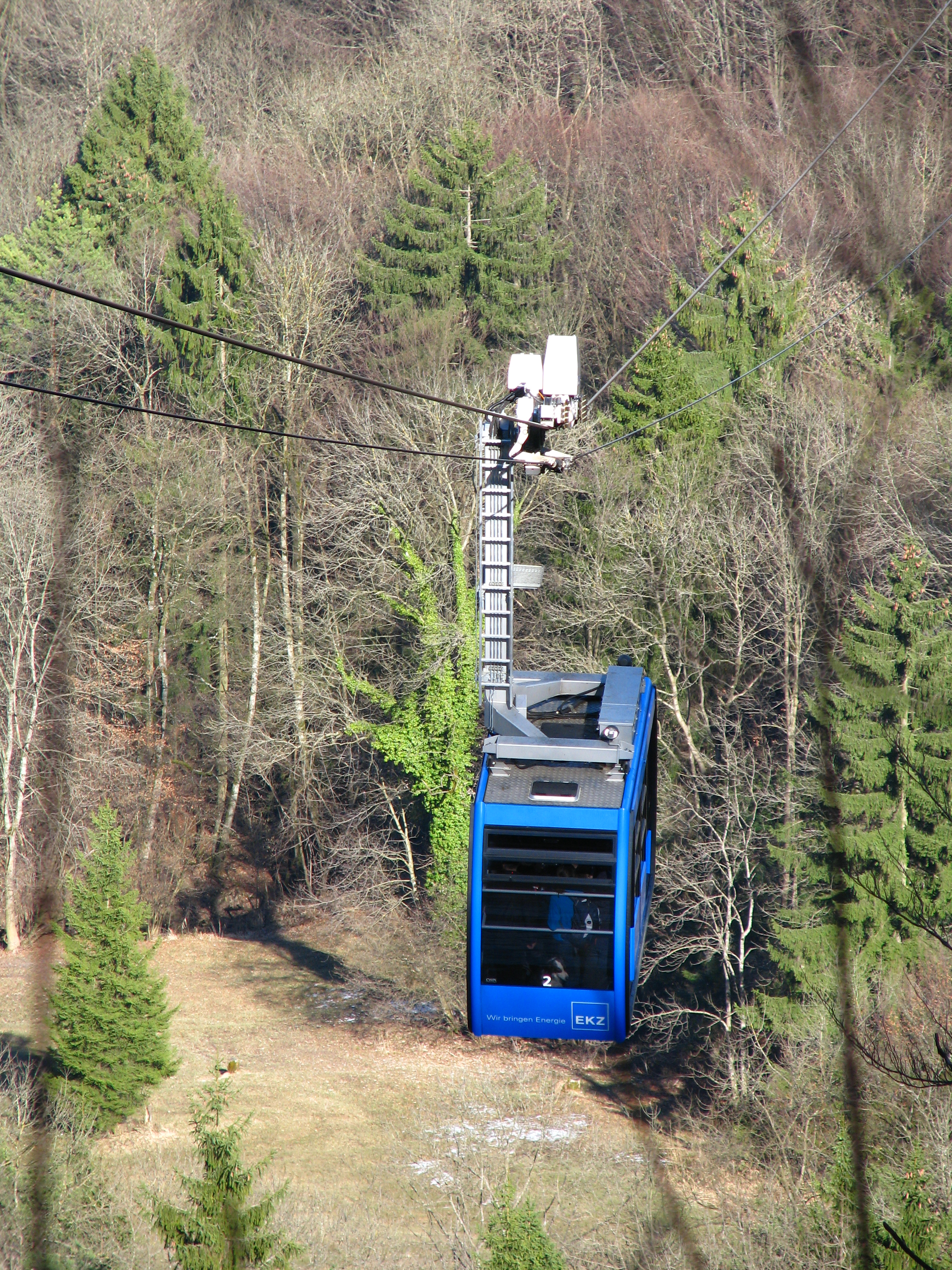
Kabine der LAF 2010
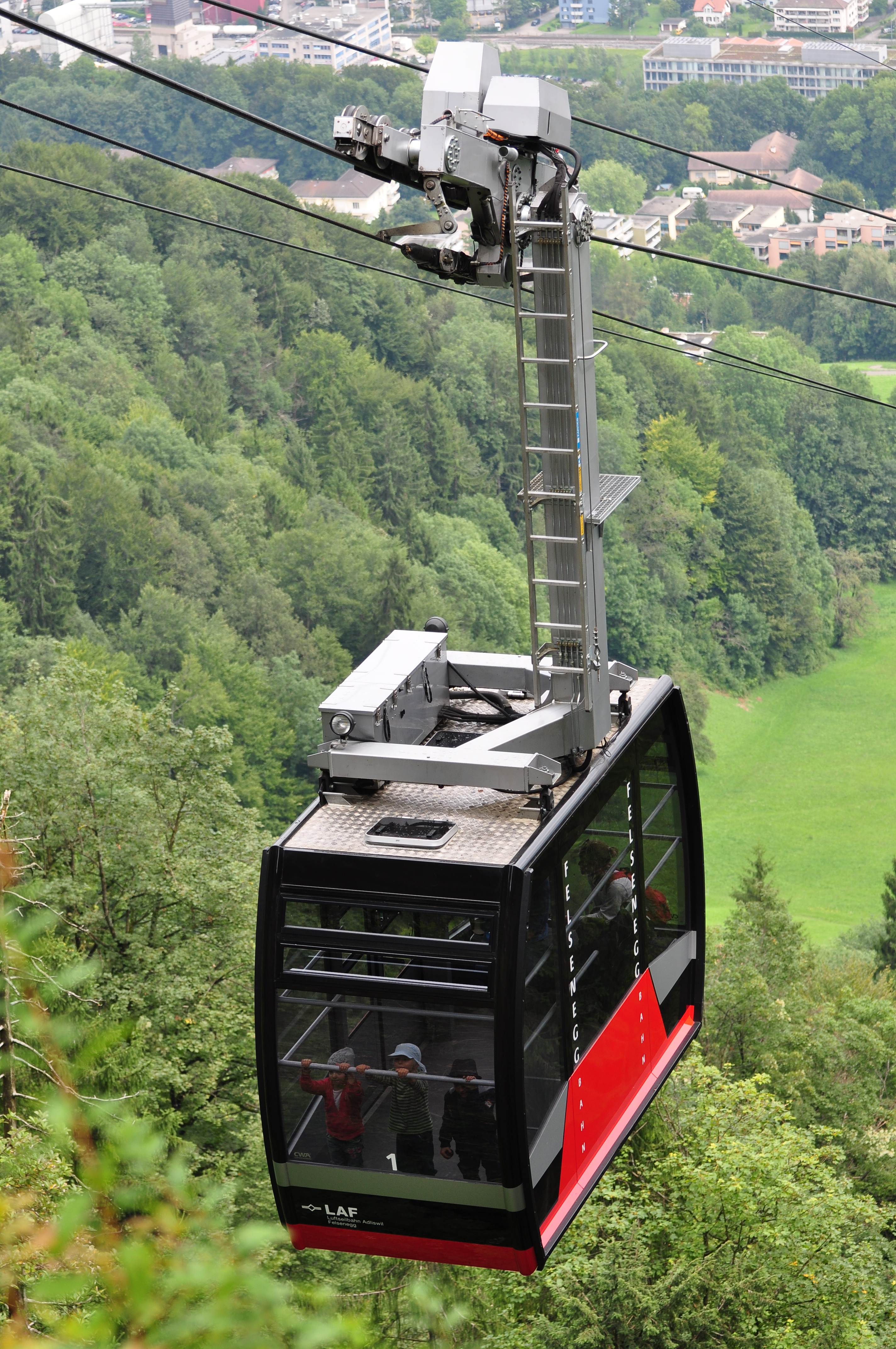
Kabine der LAF 2009